# Metonimia
La metonimia (dal greco μετωνυμία, metōnymía, composto da μετά, metà, 'attraverso', 'oltre', e ὄνομα, ònoma, 'nome', con il significato di 'scambio di nome' e dal latino metonimia) è un tropo, cioè una figura retorica di significato.

## Descrizione
Consiste nella sostituzione di un termine con un altro che ha con il primo una relazione di vicinanza, attuando una sorta di trasferimento di significato. La metonimia è simile alla sineddoche, ma nella prima il carattere della relazione tra i due termini è di tipo qualitativo, mentre nella seconda c'è una relazione di carattere quantitativo. La metonimia è inoltre concettualmente assai vicina alla metafora, anche se in quest'ultima i due termini appartengono a campi semantici diversi.

## Tipologia
La metonimia si basa su un rapporto tra i due termini di causa-effetto ("sentire il telefono" al posto di "sentire lo squillo del telefono"), del contenente per il contenuto ("bersi una lattina di birra", dove in realtà si beve il contenuto della lattina e non la lattina stessa), l'autore per l'opera ("Amo Leopardi", "Leggo Kafka"), il materiale per l'oggetto (come quando si usa "ferro" per dire "spada" o "legno" per dire "nave" come nel canto di Ulisse di Inferno, XXVI, v. 101, o "la pietra" per "la tomba" come nel sonetto di Foscolo In morte del fratello Giovanni, al v. 3), del luogo al posto di ciò che vi si trova ("il Quirinale" per "il Presidente della Repubblica Italiana"), il concreto per l'astratto ("onorare la maglia" per "tenere alto il nome della propria squadra"), o l'astratto per il concreto ("l'infanzia" per "i bambini").
Esistono numerosi tipi di modalità di sostituzione afferenti alla metonimia, per esempio:
- l'autore per l'opera ("mi piace leggere Dante" / le opere di Dante, "ascolto Mozart" / le opere di Mozart);
- la causa per l'effetto ("ha una buona penna" / sa scrivere bene);
- l'effetto per la causa ("è sbiancato in volto" / "si è spaventato");
- il contenente per il contenuto ("bere un bicchiere" / il vino del bicchiere) ("stendere la lavatrice" / il bucato della lavatrice);
- l'astratto per il concreto ("confidare nell'amicizia" / negli amici);
- il concreto per l'astratto ("ascoltare il proprio cuore" / i propri sentimenti, "ha gli strumenti" / ha le capacità);
- la materia per l'oggetto ("ammiro i marmi del Partenone" / ammiro le statue del Partenone);
- la sede o l'odonimo per l'istituzione ("notizie da Montecitorio" / notizie provenienti dalla Camera dei deputati): si parla in questo caso di "metonimia topografica"[4].

In tutti questi casi il termine usato indica comunque il concetto da esprimere malgrado la mancanza del termine proprio, in quanto tra le due parole c'è una connessione diretta o indiretta.